# 锡赛-圣欧班
锡赛-圣欧班（法語：Cisai-Saint-Aubin，法語發音：[sisɛ sɛ̃.t‿obɛ̃]）是法国奥恩省的一个市镇，位于该省中东部偏北，属于阿让唐区。该市镇于1790年由锡赛（Cisai）和锡赛附近圣欧班（Saint-Aubin-près-Cisai）合并而成。1821年，波蒙（Pomont）并入该市镇。

## 地理
锡赛-圣欧班（48°46'32"N, 0°20'34"E）面积14.49 平方千米，位于法国诺曼底大区奧恩省，该省份为法国西北部内陆省份，北起顺时针与卡爾瓦多斯省、厄尔省、厄尔-卢瓦省、萨尔特省、马耶讷省和芒什省接壤。
与锡赛-圣欧班接壤的市镇（或旧市镇、城区）包括：圣埃夫鲁德蒙福尔、库尔梅、加塞、奥热尔、圣埃夫鲁树林圣母村、拉特里尼泰德莱捷。

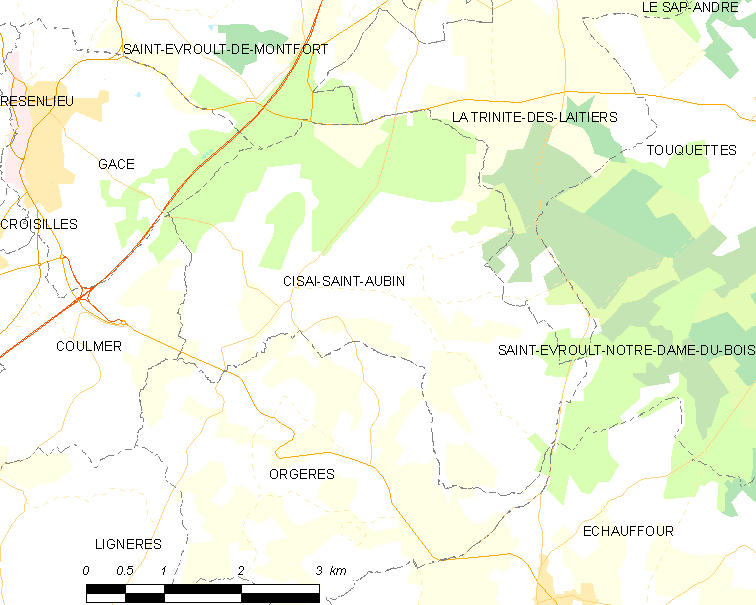
锡赛-圣欧班的OSM定位图

锡赛-圣欧班的时区为UTC+01:00、UTC+02:00（夏令时）。

## 行政
锡赛-圣欧班的邮政编码为61230，INSEE市镇编码为61108。

## 政治
锡赛-圣欧班所属的省级选区为维穆捷县。

## 人口

1962-2008年间锡赛-圣欧班人口变化图示

锡赛-圣欧班于2022年1月1日时的人口数量为181人。